# Grandidier (Adelsgeschlecht)
Grandidier ist der Name eines deutsch-baltischen Adelsgeschlechts, das aus Bar-Le-Duc in Lothringen stammte und sich als Hugenottenfamilie in der Mitte des 18. Jahrhunderts im Herzogtum Kurland und Semgallen ansiedelte. Im Jahre 1803 wurde die Familie in die Adelsmatrikel der Kurländischen Ritterschaft aufgenommen.

## Geschichte
Die Stammreihe des Geschlechts beginnt mit Pierre Grandidier (1560–1644), Handelsmann in Sedan. Dessen Sohn Daniel Grandidier wanderte im Jahr 1653 nach Deutschland aus.
Nach dem Edikt von Fontainebleau am 18. Oktober 1685 durch Ludwig XIV., übersiedelten viele weitere Glaubensflüchtlinge aus Frankreich nach Osten. Mehrere Gruppen siedelten sich in Berlin und Kassel an. In Kassel gründete sich eine französische Kirchengemeinde der Hugenotten, die mit der Genehmigung des Landgrafen Karl am 28. Oktober 1685 im Haus des aus dem Elsass geflohenen Kaufmanns Jeremie Grandidier die ersten Gemeindevorstände bestimmte. Jeremie von Grandidier und dessen Sohn Henri waren die ersten Gemeindevorsteher der französischen Gemeinde in Kassel. Die Nachkommen des Henri von Grandidier waren in Diensten des Königreichs England und des Russischen Kaiserreichs; später verließen sie das Baltikum und kehrten nach Deutschland zurück. Georg August von Grandidier (1770–1808) übersiedelte von Nordamerika in das Baltikum und wurde in Passeexten (heute Lettland) sesshaft, er ist der Stammvater der baltischen Grandidiers. 1803 wurde die Familie in die kurländische Ritterschaft immatrikuliert.

## Wappen
In Silber ein mit drei schwarzen Lilien belegter erniedrigter roter Sparren, begleitet von drei (2:1) grünen Granatäpfeln mit rotem Spalt. Auf dem Helm mit rot–silbernen Helmdecken vier um eine silberne Kugel in Kreuzform gestellt goldene Glockenblumen zwischen offenem silbernen Flug.

## Stammfolge
Pierre Grandidier (* 1560 Bar le Duc; † 28. Mai 1644 in Sedan), Hugenotte, Kaufmann, ⚭ I. Susanne Regnaut aus Bar († um 1632), ⚭ II. am 16. Mai 1634 Elisabeth Jame
- (I.) Daniel Grandidier (* 1606 Sedan; † 1./11. Mai 1671 Kassel), Hugenotte, Kaufmann, ⚭ in Netancourt am 22. September 1632 Elisabeth Grandidier (* 1615; † 10./20. November 1663) Tochter von Daniel Grandidier in Bar und Marie Louis aus Bar.
  - Henrie Grandidier, mit seinem Bruder Mitbegründer der französisch-reformierten Gemeinde in Kassel 1685 (diese Linie erlosch 1890 in Kassel mit Johann Karl Grandidier, Mitglied des Appelationsgerichtes)
  - Jeremie von Grandidier (* 17. Juni 1641 in Sedan; † 2. März 1700) Hugenotte, Flucht in die Landgrafschaft Hessen-Kassel, Kaufmann in Kassel, ⚭ I. 22. Juni 1676 Marie Givri (* 6. November 1646; † 30. Januar 1695), Tochter von Philippe und Antoinette de Marolles; ⚭ II. in Kassel am 17. Januar 1699 Anna Maria Crains, Tochter des Pfarrers Johann Hartmann Crains
    - (I.) Henri von Grandidier (* 3. Juli 1685 in Kassel; † 2. September 1751), Kaufmann in Kassel, erwirbt das Rittergut Hesserode bei Felsberg (Niederhessen) ⚭ Marthe Sacrelaire († 31. August 1741) Tochter von Paul Sacrelaire, Bankiers und Kaufmann, und Susanne Chevalier
      - Jacques (auch Jakob, James) von Grandidier (* 10. November 1726 in Kassel; † 7. Juni 1788 in London) englischer Major der Infanterie, Teilnehmer im Amerikanischen Unabhängigkeitskrieg ⚭ in Istha (Hessen) am 22. März 1766 Justine Wilhelmine Ludemann (* 9. November 1746 in Frankenberg, Hessen; † 1. April 1775 in Antigua, Nordamerika) Tochter von August Ludemann, Kriegs- und Domänenrat in Kassel, und Maria Luisa Dehaut
        - Johan Paul von Grandidier (* 8. Juni 1768 in Ontario; † 1792 in London)
        - George August von Grandidier (* 13. April 1770 in Fort Niagara, † 16. April 1808 in Pasiekste, Lettland), Secondeleutnant, ⚭ Wilhelmine von Funck a. d. H. Allmahlen, kaufte die Rittergüter Passeexten und Warwen (Ksp. Windau). 1803 Aufnahme in die Adelsmatrikel
          - George August von Grandidier[3] (* 6. August 1808 in Niederbartau (Lettland), † 18. Oktober 1854 in Sewastopol), russischer Oberst
            - Wilhelm Ignaz von Grandidier[4] (29. Januar 1844 in Wilno; † 1. Dezember 1906 in Wiesbaden)
              - Arthur Georg Ignaz von Grandidier[5] (* 17. Oktober 1874 in Medsen bei Grobin; † 25. Januar 1845 in Kreuz)
                - Peter Wilhelm Fritz von Grandidier[6] (* 27. Juni 1908 in Libau; † 1962), Kaufmann
                - Georg Alexander Arthur von Grandidier (* 1911 in Libenau; † 1911)